# Podagritus digyalos
Podagritus digyalos är en biart som beskrevs av Harris 1994a. Podagritus digyalos ingår i släktet Podagritus och familjen grävsteklar. Inga underarter finns listade i Catalogue of Life.